# Паралакс (телесеріал)
«Паралакс» (англ. Parallax) — австралійський дитячий серіал 2004 року, який включає в себе 26 серій.
Зйомки проходили в околицях Перта, Західна Австралія. Серіал розповідає про юнака на ім'я Бен Джонсон з невеликого містечка Варнапа, який відкриває портал у паралельний всесвіт світів Параллакса і досліджує їх разом з друзями, Френсісом Шортом, Меліндой Брюс, Уной, Дью, Тіффані і Мунді, а також нещодавно знайденою сестрою, Катрін Реддік.

## У ролях
- Джошуа Маршалл-Кларк — Бен Джонсон
- Джилліан Алексі — Кетрін Реддік
- Керолайн Брейзер — Вероніка Джонсон/Бетті
- Девід Річардсон — Френсіс Шорт
- Франсуаза Сас — Мелінда Брюс
- Казимир Сас — Мартін Данкліс
- Ніколя Бартлетт — Олівія Данкліс
- Ребекка МакКарті — Уна
- Женев'єва МаКкарті — Дью
- Лорен Вільямс — Мунді
- Люк Г'юїтт — Джеремі Джонсон
- Періс Ебботт — Тіффані
- Ігор Сас — Стефан Реддік
- Девід Нгомбуджарра — Отто
- Фейт Клейтон — місіс Ірма Доус
- Крістіан Баррон — шпигун

## Епізоди
1. One Big Happy Family / Велика дружна сім'я
2. A Rare Find / Рідкісна знахідка
3. The Artful Dodger / Містер Трюкач
4. Achey, Breaky Heart / Розбиті серця
5. Lost in Paradise / Загублені в раю
6. One Man's Rubbish
7. Artes Veritas
8. The Battle of Mundi's World
9. The Big Sleep-Over
10. The Martin Crimes
11. The World According to Betti
12. The Curse of the Incredibly Bad News
13. Decoy
14. Too Many Chiefs
15. Ex-Ben
16. Dad Meets Dad
17. The Krellick War
18. The Reluctant Guardian
19. Seek and You Shall Find
20. Sand Witch
21. My Favourite Martin
22. Cheats Never Prosper
23. Martinmania
24. The Reading Room
25. Clownin' Around
26. It Ain't Over

## Світи

### Головні світи
| Світ Бена          | Червоний світ, в якому починається дія серіалу. Вважається «звичайним» світом. Пов'язаний зі світом Катрін через портал у водостоку і Техно-світом через портал у курнику. Натискаючи різні точки на символі Параллакса у водостоку, можна так само потрапити в Лісовий світ та Пустельний світ, а у курятнику місіс Доус — у Квітучий світ. |
| Світ Кетрін        | Синій світ, в якому Бен знаходить сестру і свого справжнього батька. Світ з обмеженнями у всіх сферах життя суспільства, з величезною кількістю законів і заборон, часто безглуздих. Пов'язаний зі світом Бена порталом біля двох великих каменів і з Хіпі-світом порталом під сходами в бібліотеці. Через портал біля каменів є можливість переміщення в Лісовий світ |
| Хіпі-світ Френсіса | Жовтий світ, дуже «безтурботний світ», буквально переповнений хіпі. Пов'язаний зі світом Кетрін через єдиний відомий портал біля старого фургона «Фольксваген», який стоїть поряд з будинком Френсіса (також відомого під ім'ям Варнапський злодюжка). Є можливість переміщення в Лісовий світ. |
| Техно-світ Уни     | Сріблястий світ. Вперше потрапивши туди, Бен і його друзі вирішують, що це високотехнологічне звалище. Однак пізніше з'ясовується, що це високорозвинений в технічному плані світ з новітніми технологіями, в якому все комп'ютеризоване. Люди живуть в достатку і постійно змінюють техніку на новішу. Зв'язок зі світом Бена через портал на звалищі. Зв'язок з Квітучим світом через портал у порожній офісній будівлі. |
| Лісовий світ Мунді | Зелений світ. Бен потрапляє в нього, випадково натиснувши на точки символу Параллакса у водостоку. У цьому світі піклуються про навколишнє середовище, а місто Варнап розташоване на вежах високо над землею для мінімізації впливу людини на екосистему. Цей світ кишить Крелліками. Має зв'язок з світами Бена і Катрін, хіпі- й Техно-світом через портал біля дерева. Так само є портал поряд з каменями за будинком місіс Доус, пов'язаний з Диким світом, який не використовується через розташування в ньому гнізда Крелліков. |

### Інші світи
| Пустельний світ | Помаранчевий світ, мертве місце з піску і каменю. Мати Бена відправляє його в цей світ на перевірку моральних якостей. Один портал знаходиться біля кам'яного насипу й веде в світ Бена. Інший портал знаходиться в кутку намету Бетті і пов'язаний зі світом Кетрін. Пізніше з'ясовується, що Пустельний світ — це світ Отто, знищений Бетті. |
| Квітучий світ   | Рожевий світ. «Ідеальний» світ, створений Бетті. Люди тут пригнічені, не володіють емоціями і живуть безтурботним життям. Всі незгодні були знищені Бетті. Один портал знаходиться під водоспадом і закритий ґратами, пов'язаний з Техно-світом. Другий — біля роздвоєного дерева, пов'язаний зі світом Бена.                                  |
| Дикий світ      | Коричневий світ, в який втік Отто — загублений Вартовий. Відомий тільки один портал на середині ставу, веде до Лісового світ. |
| Болотний світ   | Показується мигцем, коли Бен випадково потрапляє в нього з Першоджерела. Даних про порталм в цьому світі відсутні. |

## Значимі об'єкти і місця
| Жезл           | Захисна зброя, якою володіє більшість Вартових. Має різні функції: зв'язок з різними світами з іншими Вартовими, радіо, можливість маніпуляції електронними пристроями і, найголовніше, можливість стріляти лазерним променем, який вбиває Велканів та Крелликів. |
| Орб            | Гладка, біла сфера. Для кожного світу існує свій Орб, може бути прихований або перебувати у володінні Вартового цього світу. Перебуваючи в чужому світі, при дотику Вартового з істинною кров'ю, Орб здатний показувати історію й події, які відбулися у його світі. Перебуваючи в своєму світі, Орб є ключем до Першоджерела, куди може переміститися Страж з істинною кров'ю, доторкнувшись до нього. Орби також виступають в якості захисту від Велканів і Крелликів, приховуючи справжню кров Варта. |
| Першоджерело   | Центральне сховище всіх знань Паралакса. Зберігає записи про всі події і дані про всіх істот у Паралаксі. Також центральний вузол усіх порталів. |
| Золотий Жезл   | Звичайний Жезл трансформується в Золотий, коли потрапляє у Першоджерело. Має здатність контролю Диска Знань та маніпуляції певними подіями й часом. |
| Бічні Двері    | Непостійні портали, які працюють лише в один кінець. Були виявлені Беном і Кетрін у Першоджерелі натисканням кнопки на Жезлі. Про розташування й дію Бічних Дверей відомо тільки місіс Доус. Використовувалися тільки один раз, щоб потрапити зі світу Бена (портал у курнику) в Квітучий світ. |
| Фіолетова Вода | Джерело могутності Беті, злої сестри-близнючки Вероніки, матері Бена. Отруює звичайну воду, змінюючи її колір. Випаровує людини, яка володіє менше п'ятої частини істинної крові. |
| Камера Френсіс | Відеопристрій, який дозволяє спілкуватися між світами Паралакса. Придуманий Френсісом-хіпі й Уною з Техно-світу. Встановлює зв'язок між чотирма світами: Техно-світом, Лісовим світом, світом Бена і Хіпі-світом. Знаходиться в кожному світі у свого Френсіса, за винятком Техно-світу (знаходиться в Уни). Використовується для звіту спостережень за Беті. |
| Фіолетові очі  | Альтернативний колір очей Беті й шпигуна. З'являється, коли вони говорять неправду або починають злитися. Істинне призначення невідоме. |